# Bovichtus diacanthus
Bovichtus diacanthus is een straalvinnige vissensoort uit de familie van ijsvissen (Bovichtidae). De wetenschappelijke naam van de soort is voor het eerst geldig gepubliceerd in 1819 door Carmichael, onder de naam Callyonimus diacanthus.